# الرئيس الأعلى (هولندا)
الرئيس الأعلى (لغة هولندية: opperhoofd) وهو لقب كان يستخدم في الماضي في المستعمرات الهولندية.